# Mary Livingstone
Mary Livingstone (født 21. april 1821, død 27. april 1862) var en engelsk kvinde – født Mary Moffat. Hun var datter af Robert Moffat. I 1844 blev hun gift med David Livingstone – den kendte opdagelsesrejsende, der blandt andet søgte Nilens kilde.
Hun var med på mange af Davids rejser til hun i 1862 døde af dysenteri.